# Pakhuis De Nederlanden
Pakhuis De Nederlanden is een pakhuizencomplex dat onderdeel uitmaakt van het  distilleerderij-handelsentrepot "De Nederlanden" in Schiedam. De pakhuizen werden gebouwd in 1851 in een utilitaire en eclectische stijl. 
De pakhuizen zijn opgetrokken op een U-vormige plattegrond, en bestaan uit een dubbele rij van vier pakhuizen van elk drie bouwlagen onder met pannen gedekte zadeldaken. Een smalle binnenstraat vormt de scheiding tussen de twee rijen. Aan de zijde van de Nieuwe Haven zijn de twee rijen pakhuizen met elkaar verbonden door een haaks gesitueerd pakhuis. Aan de zijde van de Lange Nieuwstraat bevindt zich een poortgebouw.